# 菩愣记
菩愣记（Buranji），或譯布蘭吉，是一類阿豪姆王国用阿豪姆語與阿薩姆語编冩的歷史書。第一部是説勐卯王子蘇卡法來到阿薩姆建立阿豪姆王国。很多這些菩愣记手稿是由無名氏官方文士（Likhakar Barua）記錄，他們是根據國家文件，外交函件，司法訴訟等為依据寫的。
這些文件不僅揭示了事件的年代，也反映他們的語言，文化，社會和王國的國家機器的內部運作。菩愣记多数寫得簡單清晰明確，書面的菩愣记存在六百年在阿豪姆王国亡国後數十年仍在编辑。從字面上看菩愣记意味著教導無知的，但在Rajeswar Singha統治时间很多被毁以隱瞒其低下出身。